# Moskorzyn (województwo zachodniopomorskie)
Moskorzyn (niem. Muscherin) – osada w Polsce położona w województwie zachodniopomorskim, w powiecie stargardzkim, w gminie Dolice, położona 5,5 km na zachód od Dolic (siedziby gminy) i 18 km na południowy wschód od Stargardu (siedziby powiatu).
W latach 1975–1998 miejscowość administracyjnie należała do województwa szczecińskiego.
Moskorzyn to niewielka wieś posiadająca 3 domki jednorodzinne, 10 domków dwurodzinnych, 1 domek czterorodzinny oraz 1 blok czterorodzinny i dwa ośmiorodzinne. Na uwagę zasługuje pomnik przyrody w postaci dębów rosnących wzdłuż jezdni. Wieś posiada czynną świetlicę. Niedaleko wsi znajdują się groby żołnierzy poległych podczas I wojny światowej. Nieopodal drogi na Morzyce znajdowało się składowisko amunicji oraz pałac zburzony przez Niemców w czasie II wojny światowej. Od kilkunastu lat znajduje się tu stadnina koni. 

## Zabytki
- kościół z XVI w., kamienny, odbudowany w 1994;
- park dworski, pozostałość po dworze[4].
- symboliczny cmentarz poległych w I wojnie światowej, przy nim głaz o obw. 14 m.
- grodzisko pierścieniowate z VII w.[5]